# Вікторія (Чилі)
Вікторія (ісп. Victoria) — місто в Чилі. Адміністративний центр однойменної комуни. Населення — 23 977 осіб (2002). Місто і комуна входить до складу провінції Мальєко і регіону Арауканія.
Територія комуни — 1256 км². Чисельність населення — 33 512 мешканців (2007). Щільність населення — 26,68 чол./км².

## Розташування

Комуна Вікторія на мапі регіону Арауканія

Місто розташоване за 59 км на північний схід від адміністративного центру області міста Темуко та за 59 км на південний схід від адміністративного центру провінції міста Анголь.
Комуна межує:
- на півночі — з комуною Ерсілья
- на північному сході — з комуною Кольїпульї
- на сході — з комуною Куракаутин
- на півдні — з комунами Перкенко, Лаутаро
- на заході — з комуною Трайгуєн

## Демографія
Згідно з даними, зібраними під час перепису Національним інститутом статистики, населення комуни становить 33 512 осіб, з яких 16 360 чоловіків та 17 152 жінки.
Населення комуни становить 3,58 % від загальної чисельності населення регіону Арауканія. 29,43 % належить до сільського населення та 70,57 % — міське населення.